# Gunnisons Präriehund
Gunnisons Präriehund (Cynomys gunnisoni) ist eine Hörnchenart aus der Gattung der Präriehunde (Cynomys). Er kommt im Südwesten der Vereinigten Staaten in den amerikanischen Bundesstaaten Utah, Colorado, Arizona und New Mexico vor.

## Merkmale
Gunnisons Präriehund ist die kleinste Art der Präriehunde und erreicht eine Kopf-Rumpf-Länge von etwa 30,9 bis 33,8 Zentimetern, der Schwanz wird etwa 46 bis 61 Millimeter lang. Er ist damit wie bei allen Präriehunden deutlich kürzer als der restliche Körper. Das Gewicht liegt bei etwa 460 bis 1300 Gramm, wobei die Männchen bei Eintritt in den Winterschlaf etwa das 1,3fache des Gewichts der Weibchen haben. Die Tiere haben eine blassgelbe bis sandfarbene Rückenfarbe mit einigen schwarzen Anteilen ohne auffällige Zeichnung oder Fleckung. Die Bauchseite ist weiß bis cremefarben und geht an den Seiten langsam in die dunklere Rückenfarbe über. Der Kopf entspricht in seiner Färbung dem Rücken, ist jedoch oft auch heller cremefarben bis weiß. Zwischen den Augen und den Seiten der Schnauzenregion befindet sich häufig ein undeutlicher schwarzer Fleck. Der Schwanz besitzt eine hell sandfarbene oder weiße Spitze.

## Verbreitung

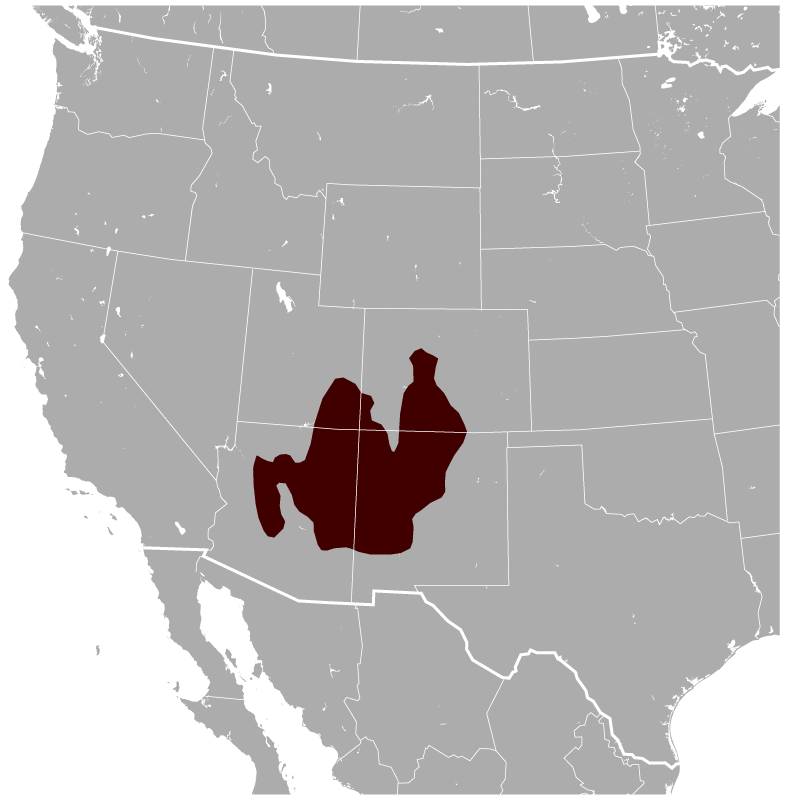
Verbreitungsgebiet von Gunnisons Präriehund

Gunnisons Präriehund kommt im Südwesten der Vereinigten Staaten im Südosten von Utah, dem Südwesten von Colorado, dem Nordosten von Arizona und dem Nordwesten von New Mexico vor.

## Lebensweise
Gunnisons Präriehund ist tagaktiv und lebt vor allem in offenen Tälern und Steppengebieten der Höhenlagen bis in die durch Kiefern und Wacholder geprägten Buschsteppen der Beckenregionen.
Die Tiere sind herbivor und die Nahrung besteht wie bei anderen Erdhörnchen vor allem aus verschiedenen Pflanzenteilen wie Gräsern, Seggen, Blättern und Samen der vorkommenden Pflanzen, Insekten und andere tierliche Nahrung wird nur sehr selten aufgenommen. Die Tiere legen keine Nahrungslager an. Wie andere Erdhörnchen leben sie am Boden und in unterirdischen Bauen. Sie halten einen Winterschlaf, der bis fünf Monate dauern kann und im Normalfall den Zeitraum von Oktober bis Februar einnimmt, und verbringen diese Zeit in ihren Bauen. Diese sind in der Regel 2 bis 3 Meter tief und im Durchschnitt etwa 13 Meter lang. Sie besitzen häufig drei bis vier Ein- und Ausgänge, es können jedoch auch bis zu sechs Eingänge vorhanden sein. Die Präriehunde sind sehr sozial und leben in Kolonien, die überwiegend aus einem geschlechtsreifen Männchen, einem oder mehreren Weibchen sowie Jungtieren der letzten beiden Jahre bestehen. Die Territorien benachbarter Kolonien überlappen sich in der Regel nur leicht. Die Weibchen zumeist philopatrisch und bleiben in den Kolonien, in denen sie geboren wurden, die Weibchen der Kolonie sind entsprechend nahe verwandt. Die Männchen verlassen den Bau in der Regel im zweiten Lebensjahr. Untereinander pflegen die Tiere engen Körperkontakt, sie begrüßen sich durch das Aneinanderreiben der Wangen und das gegenseitige Beriechen im Analbereich und an den Duftdrüsen, zudem spielen sie miteinander. Zwischen den ausgewachsenen Tieren benachbarter Kolonien kommt es auch zu Konflikten um Territorien, die in kurzen Kämpfen und Drohgebärden ausgetragen werden. Bei Gefahr stoßen die Tiere spezifische Alarmrufe aus, in denen sie auch die Art der Gefahr ausdrücken können.
Die Paarungszeit der Tiere beginnt in der Regel wenige Tage nach dem Erwachen der Weibchen im Frühjahr und variiert je nach Höhenlage und Witterung. Die Weibchen bekommen nur einmal im Jahr Nachwuchs und die Jungtiere werden nach einer Tragzeit von etwa 28 bis 30 Tagen im unterirdischen Nest geboren, dabei besteht ein Wurf aus durchschnittlich vier bis fünf und maximal bis sieben Jungtieren. Sehr häufig besteht der Wurf aus Nachkommen von mehreren Vätern, der Anteil an Mehrfachvaterschaften liegt bei etwa 80 Prozent. Die Jungtiere verlassen den Bau erstmals nach 5 bis 6,5 Wochen, die Entwöhnung erfolgt dann zwei bis drei Wochen später. Die Geschlechtsreife der Weibchen ist bereits im Folgejahr erreicht, Männchen paaren sich teilweise auch bereits als Jährlinge, verzögern dies jedoch in der Regel bis zum zweiten Lebensjahr.
Die Mortalität der Tiere ist hoch. Etwa 50 Prozent der Tiere verstirbt bereits im ersten Jahr und nur etwa 15 Prozent überleben bis in das zweite Lebensjahr. Die maximale Lebensdauer der Männchen liegt bei etwa fünf Jahren, Weibchen können bis zu sechs Jahre alt werden. Die wichtigsten Fressfeinde sind verschiedene Raubtiere und Greifvögel, darunter auch Schwarzfußiltis (Mustela nigripes). Unter den Parasiten ist vor allem das durch Flöhe übertragene Pestbakterium Yersinia pestis für eine hohe Sterblichkeit verantwortlich.

## Systematik

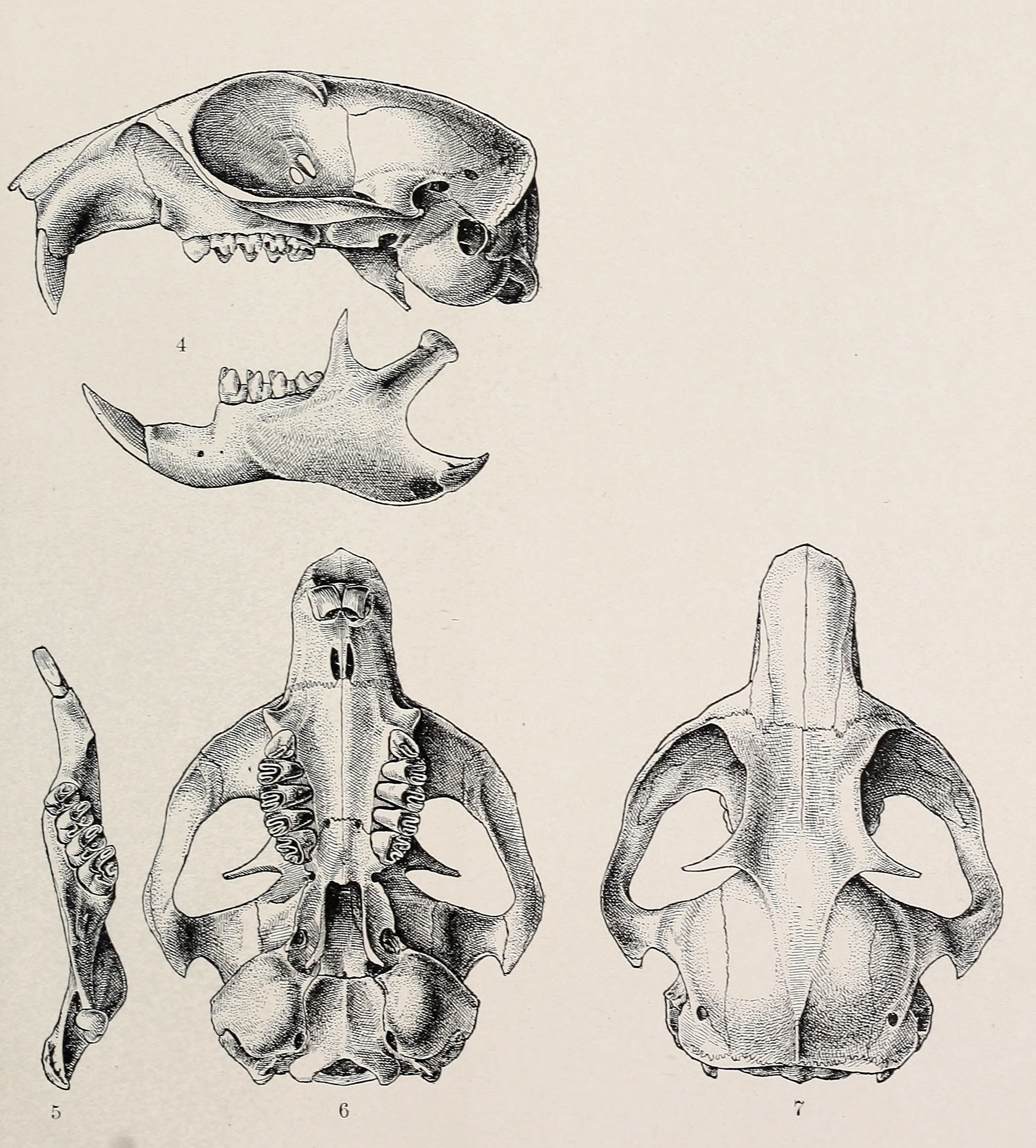
Schädeldarstellung von Clinton Hart Merriam aus dem Jahr 1870

Gunnisons Präriehund wird als eigenständige Art innerhalb der Gattung der Präriehunde (Cynomys) eingeordnet, die aus fünf Arten besteht. Die wissenschaftliche Erstbeschreibung stammt von dem amerikanischen Zoologen Spencer Fullerton Baird aus dem Jahr 1858. Sie erfolgte anhand von Individuen vom Cochetopa-Pass in den Rocky Mountains in Saguache County, Colorado. Benannt ist die Art nach Captain John Williams Gunnison, Offizier des Corps of Topographical Engineers, nach dem auch die Stadt Gunnison in Colorado und der Gunnison River benannt sind.
Innerhalb der Art werden mit der Nominatform zwei Unterarten unterschieden:
- Cynomys gunnisoni gunnisoni: Nominatform; kommt im östlichen Teil des Verbreitungsgebietes in den Bergregionen vor. Die Form ist etwas kleiner sowie blasser und mehr sandfarben als C. g. zuniensis
- Cynomys gunnisoni zuniensis: im Grasland im westlichen Teil des Verbreitungsgebietes. Die Form ist etwas größer und mehr zimtfarben als die Nominatform.

## Status, Bedrohung und Schutz
Gunnisons Präriehund wird von der International Union for Conservation of Nature and Natural Resources (IUCN) als nicht gefährdet (Least Concern, LC) eingeordnet. Begründet wird dies durch das vergleichsweise große und kaum kleiner gewordene Verbreitungsgebiet, obwohl die Populationen und die Anzahl der Kolonien im Vergleich zu historischen Zeiten stark abgenommen haben. Potenzielle Gefährdungen gehen vor allem durch den Pesterreger aus, der neben der Mortalität der Tiere auch zu einer starken Bejagung als Schädling in Weideflächen und als potenzieller Krankheitsüberträger und einem entsprechend starken Rückgang der Bestände geführt hat. Allein in Arizona wurden durch Jäger im Jahr 2001 91.000 Tiere geschossen. Hinzu kommt die Tötung durch Vergiftungen durch Landwirte. Ein weiterer Gefährdungsfaktor ist die Umwandlung von ehemaligen Steppengebieten in landwirtschaftliche Flächen.

## Belege
1. 1 2 3 4 5 6 7 8 9  Richard W. Thorington Jr., John L. Koprowski, Michael A. Steele: Squirrels of the World. Johns Hopkins University Press, Baltimore MD 2012, ISBN 978-1-4214-0469-1, S. 260–261.
2. 1 2 3  Cynomys gunnisoni in der Roten Liste gefährdeter Arten der IUCN 2016.1. Eingestellt von: A.V. Linzey, NatureServe (T. Mabee, S. Cannings, G. Hammerson), 2008. Abgerufen am 25. August 2016.
3. ↑  John J. Pizzimento, Robert S. Hoffmann: Cynomys gunnisoni. Mammalian Species 25, 1973; S. 1–4. ( Volltext (Memento des Originals vom 15. März 2016 im Internet Archive)  Info: Der Archivlink wurde automatisch eingesetzt und noch nicht geprüft. Bitte prüfe Original- und Archivlink gemäß Anleitung und entferne dann diesen Hinweis.)
4. 1 2  Cynomys (Leucocrossuromys) gunnisoni. In: Don E. Wilson, DeeAnn M. Reeder (Hrsg.): Mammal Species of the World. A taxonomic and geographic Reference. 2 Bände. 3. Auflage. Johns Hopkins University Press, Baltimore MD 2005, ISBN 0-8018-8221-4.
5. ↑  Bo Beolens, Michael Grayson, Michael Watkins: The Eponym Dictionary of Mammals. Johns Hopkins University Press, 2009; S. 170; ISBN 978-0-8018-9304-9.